# Shriners
Shriners International, antigamente conhecido como Ancient Arabic Order of the Nobles of the Mystic Shrine (A.A.O.N.M.S.) ("Antiga Ordem Árabe dos Nobres do Santuário Místico"), popularmente conhecido como Shriners, é uma organização ligada à Maçonaria. É conhecida por manter hospitais para crianças (Shriners Hospitals for Children). Seus membros usam um fez vermelho.

## História
Em 1870, um grupo de maçons se reunia com frequência para refeições no Knickerbocker Cottage, na Sexta Avenida, em Nova York. Em uma mesa especial no segundo andar, um grupo tido como particularmente divertido reunia-se regularmente. Entre estes, o doutor em medicina Walter M. Fleming e o ator William J. Florence. O grupo frequentemente falava sobre começar uma nova fraternidade de maçons centrada na diversão e na comunhão. Fleming e Florence levaram essa ideia a sério.
Bill Florence tinha participado de uma turnê na França e tinha sido convidado para uma festa dada por um diplomata árabe. O estilo exótico, sabores e música da festa de temática árabe o inspiraram a sugerir este como um tema para a nova fraternidade. Walter Fleming, um maçom dedicado, construiu, sobre as ideias de Florence, o ritual, o emblema e os paramentos. Formulou uma saudação e declarou que os membros usariam o fez vermelho.
A primeira reunião do Mecca Temple em New York, o primeiro templo (capítulo), estabelecido nos Estados Unidos, foi realizada em 26 setembro de 1872. Fleming foi o primeiro Soberano (Imperial Potentate).

## Membros
Apesar de seu tema, não está ligada ao Islã. É uma fraternidade masculina, ao invés de uma religião ou grupo religioso. Sua única exigência religiosa é indireta: todos os Shriners devem ser maçons, e a Maçonaria prevê que estes devem professar a crença em um Ser Supremo. Para minimizar a confusão com religião, o uso das palavras "templo" e "mesquita" para descrever os edifícios Shriners foi substituído pela expressão "Centro Shriner", embora capítulos locais individuais ainda possam ser  chamados de "Templos".
Até 2000, antes de ser elegível para a adesão à Ordem, o maçom tinha que completar os graus do Rito Escocês ou do Rito de York da Maçonaria, mas, agora, qualquer Mestre Maçom (3º grau) pode participar desde que preencha uma ficha de adesão, tenha seu nome submetido ao clube ou templo que esteja sendo proposto e seja aprovado pelos demais membros chamados de Nobres Irmãos.
O Shriners conta hoje com mais de 375.000 mestres maçons integrantes, distribuídos em 169 templos, agora chamados de Centers, dos quais 118 destes membros fazem parte do Almas Club de São Paulo, figurando em 53º lugar no ranking da Forbes das 100 maiores instituições de caridade do mundo.

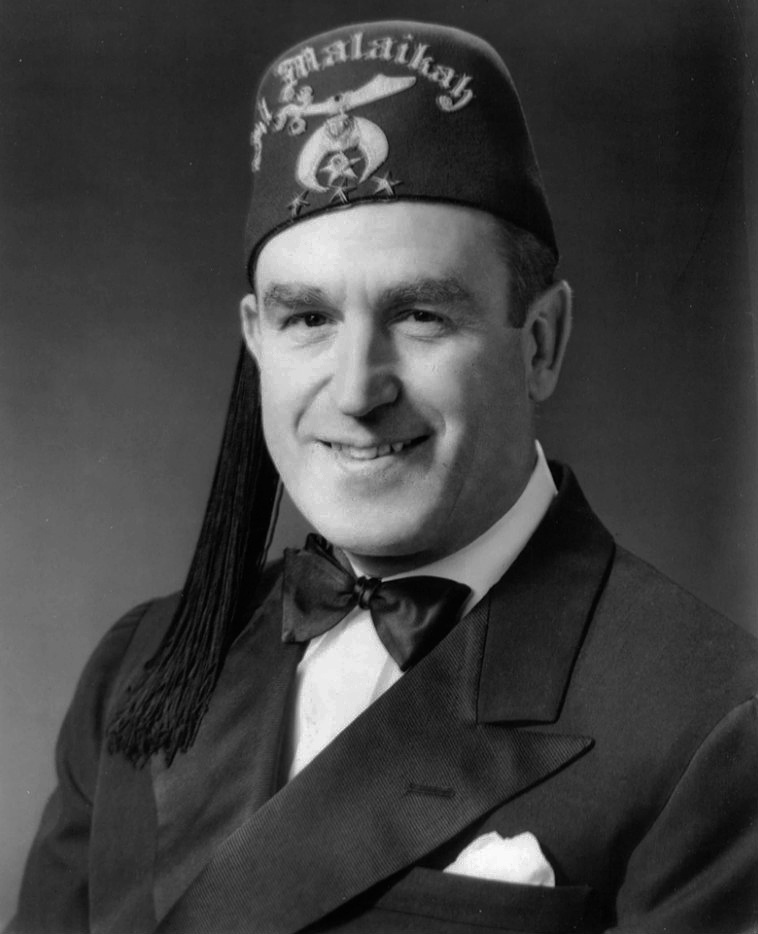
Foto do ator e shriner Harold Lloyd em 1946, com o fez com o símbolo da organização estampado na frente. Harold se tornaria potentado imperial da organização em 1949.

## O Fez
O fez é uma espécie de chapéu que lembra a temática árabe. Serve também como identificação de quem pertença à fraternidade. Muito parecido com o avental usado pelos maçons como um símbolo de sua fraternidade, o fez é usado apenas por Shriners como um símbolo de sua filiação nesta fraternidade original. Hoje, o fez é usado em atividades Shriners, em desfiles e em passeios como uma maneira de divulgar a fraternidade, principalmente nos Estados Unidos.

## O Emblema
O emblema na parte frontal do fez, o crescente e cimitarra, é uma parte importante da temática da fraternidade, e é representativa das características incorporadas pela Shriners. A cimitarra representa a espinha dorsal da fraternidade, os seus membros. As duas garras são para a fraternidade Shriners e sua filantropia. A esfinge representa o órgão dirigente do Shriners. A estrela de cinco pontas representa as milhares de crianças ajudadas pela filantropia cada ano. O emblema também carrega a frase latina "Robur et Furor", que significa "Força e Fúria".